# 周吉 (音乐家)
周吉（1943年1月7日—2008年5月5日），男，江苏宜兴人，中国音乐学家、作曲家，在新疆从事艺术工作40余年，曾任中国音乐家协会理事、新疆艺术研究所所长，研究十二木卡姆等新疆各民族传统音乐。

## 生平
由于父亲为中学音乐教师，1943年生于宜兴的周吉在少年时期便开始吹笛子、拉京胡。1956年，周吉随母亲移居上海，先后考入上海市南市区学生艺术团和上海市学生艺术团，此后曾在一次联欢会上用唢呐吹奏改编自十二木卡姆的《打鼓舞曲》。
1959年高中毕业时，周吉因家庭出身原因未能就读大学，但与此同时，新疆话剧团到上海招募演奏员，准备排演王洛宾等人创作的音乐剧《步步跟着毛主席》，不满17岁的周吉被该团编导室主任王华轶选中，1959年11月7日到达新疆。1963年，新疆歌舞话剧院成立，剧院下属歌舞团、话剧一团（即后来的歌剧团）和话剧二团，周吉被分配到歌舞团，唯因当时新疆歌舞团已有竹笛演奏员，周吉被安排学习长号演奏。此后由于团内缺少手鼓演奏员，周吉又开始学习手鼓，此后因歌舞团工作需要，周吉先后学习了热瓦甫、都塔尔、冬不拉等少数民族乐器，并很快学会了维吾尔语，还学习了作曲理论知识。
1965年，新疆歌舞话剧院排演民族歌舞《人民公社好》，周吉参与了其中部分乐曲的总谱编配。1970年，时任新疆维吾尔自治区革命委员会副主任赛福鼎·艾则孜根据总理周恩来指示，决定将京剧《红灯记》移植为维吾尔歌剧，明确批示主要人物的唱腔要以十二木卡姆为素材创作改编，周吉随后自荐加入维吾尔歌剧《红灯记》创作组，成为其中唯一的汉族主创人员。这部以《木夏乌莱克木卡姆》、《拉克木卡姆》、《且比亚特木卡姆》为素材的维吾尔歌剧版《红灯记》最终于1975年完成创作并首演。1973年，周吉谱写的歌曲《天山青松根连根》亦盛极一时。
文化大革命结束后，新疆歌舞话剧院撤销建制，周吉回到新疆歌剧团，1979年至1981年被派到上海音乐学院进修，跟随陈钢学习作曲，跟随黄晓同学习指挥，也曾应邀为上音声乐系教师主讲六个单元的新疆民歌，并与金复载合作为上海美术电影制片厂木偶动画《阿凡提的故事》配乐。
1985年，新疆艺术研究所在歌舞团创研室的基础上成立，周吉随即被调往该所，1990年担任其副所长。1987年，周吉与维吾尔族音乐家买提肉孜·吐尔逊合作，开始着手对十二木卡姆进行记谱。在持续数十年、遍布全疆各地的田野调查中，周吉被新疆各族民众称为“居马洪”（意即主麻日，伊斯兰教在星期五的正式礼拜）。2005年11月25日，在周吉等人的奔走下，新疆维吾尔木卡姆艺术入选人类口述和非物质遗产代表作名录。
2008年5月5日凌晨，准备去重庆参加全国非物质文化遗产保护工作会议的周吉因心脏病突发（一说急性脑溢血）在北京逝世，享年65岁。5月7日，周吉的追悼会在北京市八宝山殡仪馆兰厅举行，骨灰于5月8日被接回乌鲁木齐。5月11日，周吉追思会在新疆艺术剧院举行，仪式上按照周吉“用什么来送我？就用木卡姆吧”的遗愿，全程播放木卡姆乐曲。